# Semih Şentürk
Semih Şentürk (ur. 29 kwietnia 1983 w Izmirze) – turecki piłkarz który grał na pozycji napastnika.

## Kariera klubowa
Po zakończonym sezonie 2006/07 z klubu odeszli Ümit Özat i Tuncay Şanlı, dzięki czemu Semih został jednym z wicekapitanów Fenerbahçe SK.
W sezonie 2001/02 grał na wypożyczeniu w klubie ze swojego rodzinnego miasta – Izmirsporze, którym rozegrał 22 spotkań i strzelił 3 bramki.
W sezonie 2007/2008 z 17 bramkami na koncie został królem strzelców tureckiej Superligi.
Zagrał w 56 spotkaniach młodzieżowej drużyny Fenerbahçe SK i strzelił w niej 63 bramki.
Latem 2018 roku zakończył karierę piłkarską.

## Kariera reprezentacyjna
W młodzieżowej reprezentacji Turcji U-21 wystąpił 86 spotkaniach, strzelając 30 bramek. W pierwszej reprezentacji zadebiutował w 2006. Został powołany na Euro 2008, gdzie w ćwierćfinałowym spotkaniu z reprezentacją Chorwacji w 119. minucie Ivan Klasnić zdobył gola dla Chorwatów. Niespodziewanie na tuż przed końcowym gwizdkiem Semih Şentürk zdobył bramkę wyrównującą. W konkursie rzutów karnych Semihowi także udało się pokonać chorwackiego bramkarza Stipe Pletikosę i po wygranej serii jedenastek Turcja awansowała do półfinału. W półfinale z Niemcami wyrównał na 2:2 w 86. minucie, jednak Turcja przegrała 3:2.

## Sukcesy
- 2001 – Mistrzostwo Turcji z Fenerbahçe SK
- 2004 – Mistrzostwo Turcji z Fenerbahçe SK
- 2005 – Mistrzostwo Turcji z Fenerbahçe SK
- 2007 – Mistrzostwo Turcji z Fenerbahçe SK
- 2007 – Superpuchar Turcji z Fenerbahçe SK